# Anastelgis barvae
Anastelgis barvae là một loài tò vò trong họ Ichneumonidae.